# Margaret Mansfield, baronne Sandhurst
Margaret Mansfield, baronne Sandhurst (née Fellowes) est une suffragette renommée qui est l'une des premières femmes élues à un conseil municipal au Royaume-Uni. Née vers 1828 (Norfolk) et décédée le 7 janvier 1892 (Londres), elle est également reconnue comme étant une éminente spiritualiste et philanthrope.

## Biographie
Margaret est la benjamine des sept enfants de Robert Fellowes de Shotesham Park, Norfolk (1779–1869), et de Jane Louisa Sheldon (décédée en 1871), sa seconde épouse. En 1854, elle épouse Sir William Mansfield, un administrateur du Raj britannique, qui devient plus tard le premier baron Sandhurst. Ensemble, ils ont quatre fils et une fille. Après la mort de son mari en 1876, Lady Sandhurst s'implique de plus en plus dans le spiritisme et la politique libérale.

## Activités politiques
Elle est un membre actif de l'Association libérale des femmes, et plus tard de la Fédération libérale des femmes, et est à la tête de la branche Marylebone de l'ordre. Philanthrope active, Sandhurst dirigeait sa propre maison pour enfants malades sur Marylebone Road.
En janvier 1889, Lady Sandhurst est élue au London County Council en prenant la tête du scrutin.
Toutefois, parce qu'elle est une femme, l'un de ses opposants défaits, le conservateur Beresford Hope, dépose une requête contre son élection. La Cour du Banc de la Reine et la Cour d'appel se prononcent contre elle.
Son siège est alors donné à Beresford Hope en mai 1889, et Sandhurst est condamnée à une amende de 5 £ pour chaque vote qu'elle a donné en tant que membre du conseil. En reconnaissance de sa sympathie envers l'Irlande, Sandhurst reçoit les clés de la ville de Dublin en septembre 1889.
Cette même année, elle est également membre du conseil de la Women's Franchise League et soutient la formation de la Women's Trade Union Association ("Association des syndicats des femmes"). À partir de 1889, elle est également membre du comité exécutif de la Société nationale centrale pour le droit de vote des femmes. En 1890, elle est élue présidente de la Society for Promoting the Return of Women as County Councillors ("Société promouvant le retour des femmes en tant que conseillères municipales"), rebaptisée en 1893 la Women's Local Government Society ("la société de gouvernement local des femmes").

## Vie ultérieure
Sandhurst a écrit au moins deux brochures sur ses intérêts politiques, dont l'une, Conversations sur les principes politiques, a été publiée par la Fédération libérale des femmes.
Lady Sandhurst est décédée subitement à Londres le 7 janvier 1892, à son domicile, 29 Park Road, Regent's Park, et est enterrée avec son mari à Digswell, Hertfordshire.
Le dernier Lord Sandhursts et l'actuel comte de Macclesfield sont ses descendants.